# Theresa Rinecker
Theresa Rinecker (* 1964 in Merseburg, Bezirk Halle, DDR) ist eine deutsche evangelische Theologin. Seit 2018 amtiert sie als Generalsuperintendentin im Kirchensprengel Görlitz der Evangelischen Kirche Berlin-Brandenburg-schlesische Oberlausitz.

## Leben
Theresa Rinecker wuchs in einer katholischen Familie auf. An der Friedrich-Schiller-Universität Jena studierte sie Theologie und schloss das Studium 1989 mit dem Diplom ab. Noch in der Studienzeit konvertierte sie zur evangelischen Kirche. Im Jahr 1991 wurde sie nach dem zweiten theologischen Examen ordiniert. 1991 bis 2007 war sie als Pfarrerin in den Gemeinden Queienfeld und Bad Berka sowie in der Seelsorge an der Zentralklinik Bad Berka und im Hospiz Bad Berka tätig.
Ab dem 1. Januar 2008 war Theresa Rinecker Leiterin des Seelsorgeseminars der Evangelischen Kirche in Mitteldeutschland (EKM) mit Sitz in Weimar und Halle (Saale). Hier arbeitete sie als Lehrsupervisorin der Deutschen Gesellschaft für Pastoralpsychologie. Darüber hinaus nahm sie in Weimar einen Predigtauftrag wahr und war Sprecherin des MDR-Rundfunkteams der EKM.
Im März 2018 wählte die Synode der Evangelischen Kirche Berlin-Brandenburg-schlesische Oberlausitz sie zur neuen Generalsuperintendentin im Sprengel Görlitz. Eine weitere Kandidatin war Ulrike Menzel, Superintendentin des Kirchenkreises Cottbus, die bei der Wahl in der Cottbuser Oberkirche St. Nikolai jedoch unterlag. Sie trat ihr Amt am 1. Oktober 2018 an; die geistliche Einführung fand im Rahmen eines Festgottesdienstes am 14. Oktober 2018 in der Görlitzer Peterskirche durch Bischof Markus Dröge statt.
Als Generalsuperintendentin ist sie für fünf Kirchenkreise, Regionalkonferenzen und Konvente zuständig. Sie ist Mitglied der Landessynode, der Kirchenleitung und verschiedener Gremien der EKBO. Der Sprengel Görlitz reicht vom Oderbruch bis zur Oberlausitz und zählt rund 170.000 evangelische Gemeindeglieder. Mit ihrer Amtseinführung löste sie den bisherigen Generalsuperintendenten Martin Herche ab, der in den Ruhestand ging.